# Kalamos (Insel)
Kalamos (griechisch Κάλαμος (m. sg.); in der Antike Karnos, lateinisch Carnus) ist eine griechische Insel im Ionischen Meer, die zur Inselgruppe der Tilevoides innerhalb der Ionischen Inseln gehört. Bis 2010 war sie eine selbständige Landgemeinde (griechisch κοινότητα kinotita) in der Präfektur Lefkada, mit der Verwaltungsreform 2010 wurde sie in die Gemeinde Lefkada eingemeindet, in der sie seither einen Gemeindebezirk bildet.
Die Insel zählt etwa 496 ständige Einwohner, im Sommer kann sich die Einwohnerzahl durch den Urlaubsaufenthalt der abgewanderten Bewohner jedoch leicht verdreifachen. Fast die gesamte Bevölkerung lebt im gleichnamigen Hafenort Kalamos an der Südküste; das kleine Dorf Episkopi an der Nordküste hat lediglich etwa 42 Einwohner.
Die Insel Kalamos ist etwa elf Kilometer lang, bis zu vier Kilometer breit und hat eine Oberfläche von 25,122 km². Sie liegt östlich der Inseln Lefkas und Meganisi und ist durch einen nur knapp zwei Kilometer breiten Sund vom Festland getrennt. Die höchste Erhebung der gebirgigen Insel ist der 747 Meter hohe Vouno in der Inselmitte. Insbesondere die tiefer gelegenen Berghänge der grünen Insel sind dicht bewaldet.
Der Tourismus ist auf Kalamos noch nicht so weit entwickelt wie auf den bekannteren Ionischen Inseln. Pauschaltourismus ist hier noch unbekannt, es stehen aber immer mehr Privatunterkünfte zur Verfügung.
Es besteht eine regelmäßige Fährverbindung zum Hafenort Mitikas auf dem Festland. Von Lefkas aus kommen in der Saison Ausflugsboote.